# Bánh khảo
Bánh khảo là một món bánh ngọt có nguồn gốc từ Trung Quốc, sáng tạo bởi dân tộc Choang và phổ biển ra các dân tộc Tày, Nùng ở Việt Nam (từ "khảo" trong tiếng Tày là gạo). Bánh được làm từ bột nếp rang với đường, ngoài ra còn có hạt vừng hoặc một số loại hạt thơm khác để tăng mùi vị của bánh. Làm bánh khảo cũng mất khá nhiều thời gian vì quy trình dài gồm: rang gạo, xay bột, hạ thổ, giã đường, làm nhân, vò bột, vào khuôn,...